# Золотой орёл (кинопремия, 2021)
19-я церемония вручения наград премии «Золотой орёл» за заслуги в области российского кинематографа и телевидения за 2020 год состоялась 22 января 2021 года в первом павильоне киноконцерна «Мосфильм». Номинанты были объявлены 28 декабря 2020 года.
На соискание премии за 2020 год, рассматривались: отечественные кинофильмы, впервые публично показанные в России с 1 ноября 2019 года по 31 октября 2020 года (а также все фильмы предшествующего года, которые по тем или иным причинам не были рассмотрены на соискание премии по итогам 2018 года); телефильмы и сериалы, первый показ которых был завершён в период с 1 сентября 2019 года по 31 октября 2020 года; зарубежные кинофильмы, выпущенные в российский прокат с 1 ноября 2019 года по 1 декабря 2020 года.
Наибольшим числом номинаций (14) отмечена историческая драма «Союз спасения».

## Статистика
Количество наград/номинаций:
Кино:
- 7/14: «Союз спасения»
- 3/6: «Блокадный дневник»
- 1/10: «Стрельцов»
- 1/5: «Дорогие товарищи!»
- 1/4: «Лёд 2»
- 1/1: «Пространство стиха: Борис Слуцкий» / «One Mango, Please» / «Хозяйка Медной горы» / «Калашников» / «Доктор Лиза» / «1917»
- 0/3: «На острие»
- 0/2: «Вторжение»

Телевидение:
- 2/2: «Триггер»
- 1/3: «Дипломат»
- 1/1: «Одесский пароход»
- 0/3: «Ученица Мессинга»

## Список лауреатов и номинантов
• Лауреаты выделены отдельным цветом. 
| Категории                                                                                         | Лауреаты и номинанты |
| ------------------------------------------------------------------------------------------------- | --- |
| Лучший игровой фильм (Награду вручала Светлана Дружинина)                                         | • Блокадный дневник (режиссёр: Андрей Зайцев; продюсер: Андрей Зайцев)                                                                                       |
| Лучший игровой фильм (Награду вручала Светлана Дружинина)                                         | • Дорогие товарищи! (режиссёр: Андрей Кончаловский; продюсеры: Алишер Усманов, Андрей Кончаловский)                                                          |
| Лучший игровой фильм (Награду вручала Светлана Дружинина)                                         | • Лёд 2 (режиссёр: Жора Крыжовников; продюсеры: Михаил Врубель, Александр Андрющенко, Фёдор Бондарчук, Антон Златопольский, Вячеслав Муругов)                |
| Лучший игровой фильм (Награду вручала Светлана Дружинина)                                         | • Союз спасения (режиссёр: Андрей Кравчук; продюсеры: Анатолий Максимов, Константин Эрнст)                                                                   |
| Лучший игровой фильм (Награду вручала Светлана Дружинина)                                         | • Стрельцов (режиссёр: Илья Учитель; продюсеры: Алексей Учитель, Рафаел Минасбекян, Вадим Верещагин, Антон Златопольский, Леонид Верещагин, Никита Михалков) |
| Лучший телефильм или мини-сериал (до 10 серий) (Награду вручали Павел Деревянко и Артём Ткаченко) | • Одесский пароход (режиссёр: Сергей Урсуляк; продюсеры: Антон Златопольский, Мария Ушакова)                                                                 |
| Лучший телефильм или мини-сериал (до 10 серий) (Награду вручали Павел Деревянко и Артём Ткаченко) | • Дипломат (режиссёр: Юрий Кузьменко; продюсеры: Константин Эрнст, Денис Евстигнеев)                                                                         |
| Лучший телефильм или мини-сериал (до 10 серий) (Награду вручали Павел Деревянко и Артём Ткаченко) | • Магомаев (режиссёр: Дмитрий Тюрин, Роман Прыгунов; продюсеры: Данила Шарапов, Петр Ануров, Леонард Блаватник, Нелли Яралова)                               |
| Лучший телевизионный сериал (более 10 серий) (Награду вручали Павел Деревянко и Артём Ткаченко)   | • Триггер (режиссёр: Дмитрий Тюрин; продюсер: Александр Цекало, Александра Ремизова, Иван Самохвалов)                                                        |
| Лучший телевизионный сериал (более 10 серий) (Награду вручали Павел Деревянко и Артём Ткаченко)   | • Заступники (режиссёр: Владимир Котт; продюсеры: Александр Цекало, Александр Котт, Иван Самохвалов)                                                         |
| Лучший телевизионный сериал (более 10 серий) (Награду вручали Павел Деревянко и Артём Ткаченко)   | • Ученица Мессинга (режиссёр: Владимир Нахабцев; продюсер: Майя Тоидзе, Александр Иванкин, Сергей Титинков, Артём Чащихин-Тоидзе)                            |
| Лучший неигровой фильм (Награду вручал Алексей Свет)                                              | • Пространство стиха: Борис Слуцкий (режиссёр: Виктор Ткачев)                                                                                                |
| Лучший неигровой фильм (Награду вручал Алексей Свет)                                              | • Станиславский. Жажда жизни (режиссёр: Юлия Бобкова) |
| Лучший неигровой фильм (Награду вручал Алексей Свет)                                              | • Шаман (режиссёр: Андрей Осипов) |
| Лучший короткометражный фильм (Награду вручала Марина Александрова)                               | • One Mango, Please (режиссёр: Надежда Михалкова) |
| Лучший короткометражный фильм (Награду вручала Марина Александрова)                               | • Конец войны (режиссёр: Сергей Рамз) |
| Лучший короткометражный фильм (Награду вручала Марина Александрова)                               | • Сцены у моря (режиссёр: Оксана Дегтярева) |
| Лучший анимационный фильм (Награду вручала Марина Александрова)                                   | • Хозяйка Медной горы (режиссёр: Дмитрий Геллер) |
| Лучший анимационный фильм (Награду вручала Марина Александрова)                                   | • Иван Царевич и Серый Волк 4 (режиссёр: Дарина Шмидт, Константин Феоктистов)                                                                                |
| Лучший анимационный фильм (Награду вручала Марина Александрова)                                   | • Белка и Стрелка. Карибская тайна (режиссёр: Инна Евланникова, Александр Храмцов)                                                                           |
| Лучшая режиссёрская работа (Награду вручали Светлана Ходченкова и Сергей Гармаш)                  | • Андрей Кончаловский — «Дорогие товарищи!» |
| Лучшая режиссёрская работа (Награду вручали Светлана Ходченкова и Сергей Гармаш)                  | • Андрей Зайцев — «Блокадный дневник» |
| Лучшая режиссёрская работа (Награду вручали Светлана Ходченкова и Сергей Гармаш)                  | • Жора Крыжовников — «Лёд 2» |
| Лучший сценарий (Награду вручала Виктория Толстоганова)                                           | • Андрей Зайцев — «Блокадный дневник» |
| Лучший сценарий (Награду вручала Виктория Толстоганова)                                           | • Андрей Кончаловский — «Дорогие товарищи!» |
| Лучший сценарий (Награду вручала Виктория Толстоганова)                                           | • Никита Высоцкий, Олег Маловичко — «Союз спасения» |
| Лучшая мужская роль в кино (Награду вручали Светлана Ходченкова и Сергей Гармаш)                  | • Юра Борисов — «Калашников» |
| Лучшая мужская роль в кино (Награду вручали Светлана Ходченкова и Сергей Гармаш)                  | • Максим Матвеев — «Союз спасения» |
| Лучшая мужская роль в кино (Награду вручали Светлана Ходченкова и Сергей Гармаш)                  | • Александр Петров — «Стрельцов» |
| Лучшая женская роль в кино (Награду вручали Светлана Ходченкова и Сергей Гармаш)                  | • Ольга Озоллапиня — «Блокадный дневник» |
| Лучшая женская роль в кино (Награду вручали Светлана Ходченкова и Сергей Гармаш)                  | • Юлия Высоцкая — «Дорогие товарищи!» |
| Лучшая женская роль в кино (Награду вручали Светлана Ходченкова и Сергей Гармаш)                  | • Стася Милославская — «Стрельцов» |
| Лучшая мужская роль второго плана (Награду вручала Виктория Толстоганова)                         | • Александр Домогаров — «Союз спасения» |
| Лучшая мужская роль второго плана (Награду вручала Виктория Толстоганова)                         | • Иван Колесников — «Союз спасения» |
| Лучшая мужская роль второго плана (Награду вручала Виктория Толстоганова)                         | • Александр Яценко — «Стрельцов» |
| Лучшая женская роль второго плана (Награду вручала Виктория Толстоганова)                         | • Мария Аронова — «Лёд 2» |
| Лучшая женская роль второго плана (Награду вручала Виктория Толстоганова)                         | • Надежда Михалкова — «Лёд 2» |
| Лучшая женская роль второго плана (Награду вручала Виктория Толстоганова)                         | • Софья Эрнст — «Союз спасения» |
| Лучшая мужская роль на телевидении (Награду вручали Павел Деревянко и Артём Ткаченко)             | • Максим Матвеев — «Триггер» |
| Лучшая мужская роль на телевидении (Награду вручали Павел Деревянко и Артём Ткаченко)             | • Александр Лазарев — «Дипломат» |
| Лучшая мужская роль на телевидении (Награду вручали Павел Деревянко и Артём Ткаченко)             | • Юрий Беляев — «Ученица Мессинга» |
| Лучшая женская роль на телевидении (Награду вручали Павел Деревянко и Артём Ткаченко)             | • Светлана Немоляева — «Дипломат» |
| Лучшая женская роль на телевидении (Награду вручали Павел Деревянко и Артём Ткаченко)             | • Чулпан Хаматова — «Зулейха открывает глаза» |
| Лучшая женская роль на телевидении (Награду вручали Павел Деревянко и Артём Ткаченко)             | • Татьяна Чердынцева — «Ученица Мессинга» |
| Лучшая операторская работа (Награду вручали Светлана Ходченкова и Сергей Гармаш)                  | • Игорь Гринякин — «Союз спасения» |
| Лучшая операторская работа (Награду вручали Светлана Ходченкова и Сергей Гармаш)                  | • Михаил Милашин — «На острие» |
| Лучшая операторская работа (Награду вручали Светлана Ходченкова и Сергей Гармаш)                  | • Фаттах Морад Абдель — «Стрельцов» |
| Лучшая работа художника-постановщика (Награду вручал Евгений Стычкин)                             | • Сергей Агин — «Союз спасения» |
| Лучшая работа художника-постановщика (Награду вручал Евгений Стычкин)                             | • Ирина Очина — «Дорогие товарищи!» |
| Лучшая работа художника-постановщика (Награду вручал Евгений Стычкин)                             | • Сергей Тырин — «Стрельцов» |
| Лучшая работа художника по костюмам (Награду вручал Евгений Стычкин)                              | • Екатерина Шапкайц — «Союз спасения» |
| Лучшая работа художника по костюмам (Награду вручал Евгений Стычкин)                              | • Екатерина Химичева — «Блокадный дневник» |
| Лучшая работа художника по костюмам (Награду вручал Евгений Стычкин)                              | • Владимир Никифоров, Наталья Сидицкая — «Стрельцов» |
| Лучшая музыка к фильму (Награду вручала Лариса Долина)                                            | • Юрий Потеенко — «Доктор Лиза» |
| Лучшая музыка к фильму (Награду вручала Лариса Долина)                                            | • Дмитрий Емельянов — «Союз спасения» |
| Лучшая музыка к фильму (Награду вручала Лариса Долина)                                            | • Савва Розанов — «Стрельцов» |
| Лучший монтаж фильма (Награду вручали Дмитрий Лысенков и Полина Максимова)                        | • Александр Кошелев, Дмитрий Корабельников — «Стрельцов» |
| Лучший монтаж фильма (Награду вручали Дмитрий Лысенков и Полина Максимова)                        | • Александр Кошелев, Екатерина Пивнева — «На острие» |
| Лучший монтаж фильма (Награду вручали Дмитрий Лысенков и Полина Максимова)                        | • Илья Лебедев — «Союз спасения» |
| Лучшая работа звукорежиссёра (Награду вручали Дмитрий Лысенков и Полина Максимова)                | • Павел Дореули — «Союз спасения» |
| Лучшая работа звукорежиссёра (Награду вручали Дмитрий Лысенков и Полина Максимова)                | • Александр Феденев — «На острие» |
| Лучшая работа звукорежиссёра (Награду вручали Дмитрий Лысенков и Полина Максимова)                | • Павел Дореули — «Стрельцов» |
| Лучшая работа художника по гриму и пластическим спецэффектам (Награду вручал Евгений Стычкин)     | • Татьяна Вавилова — «Союз спасения» |
| Лучшая работа художника по гриму и пластическим спецэффектам (Награду вручал Евгений Стычкин)     | • Наталия Крымская — «Блокадный дневник» |
| Лучшая работа художника по гриму и пластическим спецэффектам (Награду вручал Евгений Стычкин)     | • Екатерина Шахворостова — «Вторжение» |
| Лучшие визуальные эффекты (Награду вручали Дмитрий Лысенков и Полина Максимова)                   | • Film Direction FX — «Союз спасения» |
| Лучшие визуальные эффекты (Награду вручали Дмитрий Лысенков и Полина Максимова)                   | • Main Road Post — «Вратарь Галактики» |
| Лучшие визуальные эффекты (Награду вручали Дмитрий Лысенков и Полина Максимова)                   | • Main Road Post — «Вторжение» |
| Лучший зарубежный фильм в российском прокате (Награду вручала Марина Александрова)                | • 1917 (прокатчик: UPI) (Великобритания, США) |
| Лучший зарубежный фильм в российском прокате (Награду вручала Марина Александрова)                | • Пиноккио / Pinocchio (прокатчик: Вольга) (Италия) |
| Лучший зарубежный фильм в российском прокате (Награду вручала Марина Александрова)                | • Фассбиндер / Enfant Terrible (прокатчик: Ракета релизинг) (Германия)                                                                                       |

### Специальная награда
- За вклад в российский кинематограф — Светлана Дружинина 
(Награду вручали Светлана Ходченкова и Сергей Гармаш)

## Реакция и критика
- Дмитрий Крылов: «Обидно и горько за Владимира Наумова (президента Академии национальной премии „Золотой орёл“), и других именитых мастеров, что пошли на поводу какой-то сиюсекундной фигни от Никиты Михалкова. Суета сует»[5]
- Зинаида Пронченко: «На звание лучшего фильма (и еще в 14 номинациях) претендует „Союз спасения“ — вот уж некрофилия, что умерло и закопано, снова достали и сажают за стол в 21 году. А „Стрельцов“? Я думала его создатели рады, что мелкими перебежками пересекли прокатную пустыню и остались никем не замеченные»[5]
- Николай Герасимов: «Похоже, больше всего шансов на победу — у „Блокадного дневника“ и „Дорогих товарищей“»[6]
- Евгений Жаринов: «Это давно уже не орёл, а жалкая канарейка в руках неумелого таксидермиста»[7]
- Вячеслав Шмыров: «Год, конечно, не был сколько-нибудь прорывным, но всё-таки не до такой степени, чтобы свести его к шести названиям в кинопродукции (плюс еще четыре, где по одной второстепенной номинации), телесериал „Магомаев“ включить в число лучших сериалов года, а творческую молодёжь представить именами сына Алексея Учителя и дочки Никиты Михалкова»[5]
- Светлана Хохрякова: «В вотчине Никиты Михалкова общий список номинантов не просто удивляет, он шокирует. В нём традиционно отсутствуют самые заметные картины года, в приоритете оказывается спортивное кино,  продукция главных телеканалов и собственной семьи. Но в этот раз принцип выдвижения номинантов превысил все санитарные нормы»[8].
- Мария Лемешева: «В целом на „Золотом орле“ в этом году очёнь жёсткая конкуренция, причём не только в актёрских номинациях. Определить фаворитов и предсказать лауреатов почти нереально... Премия „Золотой орёл“ всегда акцентировала внимание на зрительском резонансе —  именно поэтому в шорт-лист попадают либо масштабные кассовые фильмы, либо картины, добившиеся успехов на кинофестивалях... Академики выбрали фильмы, которые оказали влияние на развитие киноискусства и трансформацию киноязыка. Режиссёр „Блокадного дневника“ Андрей Зайцев мастерски совместил в игровом фильме псевдодокументалистику, снятую по воспоминаниям, и компьютерную графику, позволившую воссоздать страшную ленинградскую зиму 1942 года. А создатели „Союза спасения“ высказали свой взгляд на восстание декабристов очень современными, смелыми и местами провокационными художественными приёмами»[9][10].
- Владимир Путин:  «Многие годы  премия „Золотой орёл“  является бесспорным свидетельством успешности проектов, позволяет судить об их высоком художественном уровне»[11].